# کلبه‌ای در جنگل (داستان آلمانی)
کلبه در جنگل (به آلمانی: Das Waldhaus) یک افسانه آلمانی است که توسط برادران گریم گردآوری و در نسخهٔ چهارم از مجموعهٔ «افسانه‌های کودکانه و خانگی» در سال ۱۸۴۰ با شمارهٔ ۱۶۹ (KHM 169) منتشر شد. اندرو لانگ آن را در کتاب پری صورتی (1897) گنجاند. این داستان در شاخص آرنه–تامپسون–اوتر در دستهٔ افسانه‌های نوع ATU 431، با عنوان «خانه‌ای در جنگل» طبقه‌بندی می‌شود.

## خلاصه داستان
در زمان‌های دور، مردی فقیر که از راه هیزم‌کشی در جنگل گذران زندگی می‌کرد، روزی به همسرش گفت که دختر بزرگشان برای او غذا بیاورد. دختر راهی جنگل شد، اما مسیر را گم کرد و شب‌هنگام به کلبه‌ای کوچک رسید. مردی پیر با موهایی خاکستری در آنجا زندگی می‌کرد، به‌همراه سه حیوان: یک مرغ، یک خروس و یک گاو رنگارنگ. دختر درخواست پناه کرد.
پیرمرد از حیواناتش پرسید که آیا اجازه می‌دهند دختر بماند یا نه. حیوانات گفتند: «دوکس!» (نشانهٔ رضایت). پیرمرد پذیرفت و از دختر خواست شام درست کند. او فقط برای خودش و پیرمرد غذا پخت، بدون توجه به حیوانات. شب هنگام، پیرمرد او را به اتاقی در بالا هدایت کرد، اما پس از آن که دختر خوابید، دریچه‌ای در کف باز کرد و او را به زیرزمین انداخت.
روز بعد، همان اتفاق با دختر دوم تکرار شد. او نیز غذا را فقط برای خود و پیرمرد آماده کرد و به حیوانات توجهی نکرد. سرانجام، دختر کوچک خانواده راهی جنگل شد. او نیز مسیر را گم کرد و به همان کلبه رسید.
برخلاف خواهرانش، دختر کوچک با مهربانی با حیوانات رفتار کرد، آنها را نوازش کرد، برایشان جو و یونجه آورد، و بعد برای خودش و پیرمرد شام تهیه کرد. شب‌هنگام به اتاق بالا رفت تا بخوابد. نیمه‌شب صدایی چون شکستن دیوارها و لرزش خانه او را بیدار کرد، ولی به‌زودی آرام شد و او دوباره خوابید.
صبح روز بعد، به‌جای کلبه، خود را در قصری باشکوه یافت. پیرمرد به شاهزاده‌ای جوان تبدیل شده بود و سه حیوان نیز خدمتکاران وفادارش بودند. شاهزاده توضیح داد که جادوی یک پری شرور او و خدمتکارانش را به آن شکل درآورده بود، و تنها زمانی شکسته می‌شد که دختری با قلبی مهربان نسبت به انسان‌ها و حیوانات پا به آن خانه بگذارد.
شاهزاده از والدین دختر دعوت کرد تا در مراسم ازدواج آنها شرکت کنند. در مقابل، خواهران بزرگ‌تر که خودخواهی نشان داده بودند، تنبیه شدند و برای عبرت نزد یک زغال‌ساز به کار فرستاده شدند تا مهربانی با جانوران را بیاموزند.

## تحلیل
این داستان در نظام طبقه‌بندی آرنه-تامپسون-اوتر (ATU) با کد ۴۳۱ شناخته می‌شود: «خانه‌ای در جنگل». در این گونهٔ روایی، شخصیت پیرمرد در واقع شاهزاده‌ای افسون‌شده است و حیوانات نیز خدمتکاران جادویی او هستند.
این داستان اغلب با نوع دیگری از افسانه‌ها ترکیب می‌شود، مانند ATU 480: دختر مهربان و دختر نامهربان، که در آن مهربانی با انسان‌ها یا موجودات جادویی پاداش داده می‌شود.

## ویژگی‌های سبکی
پیرمرد همواره از حیوانات خود مشورت می‌گیرد. در آغاز، وقتی دختران درخواست پناه می‌کنند، او می‌پرسد:
 مرغ کوچولو،
 خروس قشنگ،
 و گاو رنگارنگ عزیز،
 شما چه می‌گویید؟ 
و حیوانات پاسخ می‌دهند: «دوکس!»
اما وقتی دختران بدون توجه به آن‌ها غذا می‌خورند، حیوانات با شعری سرزنش‌آمیز می‌گویند:
 تو با او خوردی،
 تو با او نوشیدی،
 به ما اصلاً فکر نکردی،
 پس ببین شب را کجا می‌مانی! 
در مقابل، دربارهٔ دختر کوچک، حیوانات با مهر می‌گویند:
 تو با ما خوردی،
 تو با ما نوشیدی،
 به همهٔ ما فکر کردی،
 برای تو شب خوشی آرزو داریم. 
این تکرار سه‌بارهٔ «تو» (du hast) ساختاری تاکیدآمیز دارد و بر اخلاق و نیت قلبی شخصیت‌ها تمرکز می‌کند.

## منشأ و ارتباط‌ها
این افسانه برگرفته از روایت شفاهی‌ای است که «کارل گوده‌که» در دهکده‌ای در آلمان به نام دلیگسن جمع‌آوری کرد. «ویلهلم گریم» آن را بازنویسی کرد. او تاکید داشت که هم‌زیستی میان انسان و حیوان، که در این داستان دیده می‌شود، یادآور باورهای کهن است که حیوانات را انسان‌های تبدیل‌شده می‌دانستند.
این مضمون در داستان‌های دیگری نیز دیده می‌شود، مانند:
- مادر هوله (KHM 24)
- هانسل و گرتل (KHM 15)
- سه کوتوله در جنگل (KHM 13)
- عروس سفید و عروس سیاه (KHM 135)

## اقتباس‌ها
- در سال ۱۹۶۸ یک انیمیشن کوتاه براساس این افسانه در استودیوی DEFA ساخته شد.
- در سال ۲۰۱۰ نمایشنامه‌ای با عناصر طنز توسط «آنجلیکا و رالف لانگ‌لوتس» در کاسل به روی صحنه رفت.

## نگارخانه

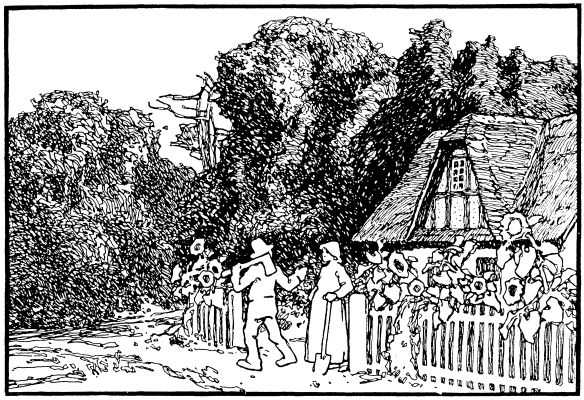
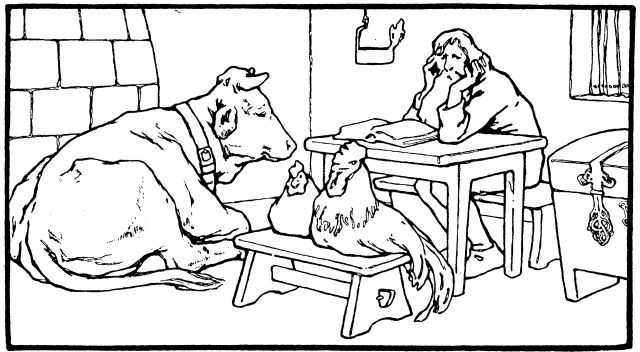
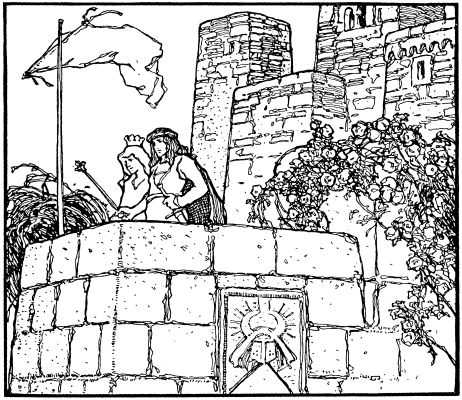

## همچنین ببینید
- زیبایی و هیولا
- پیرزن در جنگل